# Тайфунник бонінський
Тайфу́нник бонінський (Pterodroma hypoleuca) — вид буревісникоподібних птахів родини буревісникових (Procellariidae). Мешкає в Тихому океані.

## Опис

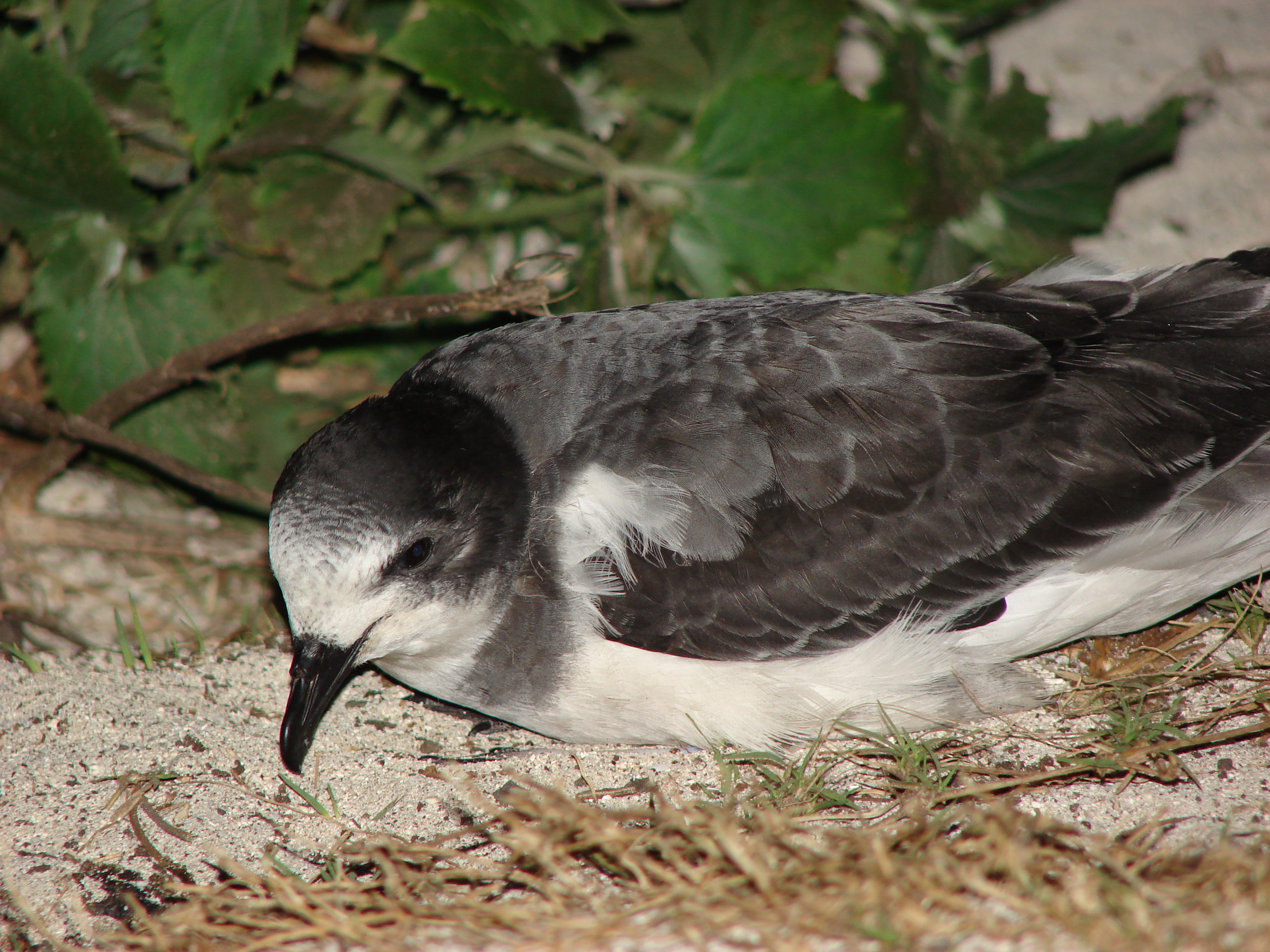
Бонінський тайфунник

Бонінський тайфунник — невеликий морський птах, середня довжина якого становить 30 см, розмах крил 67 см. Верхня частина голови і обличчя навколо очей у нього чорнуваті, лоб і обличчя білі, пера на них мають темні краї, що формують лускоподібний візерунок. Верхня частина тіла сіра, на крилах зверху є темна М-подібна пляма. Нижня частина тіла переважно біла, на верхній частині грудей темний "напівкомір". Нижня сторона крил біла з широкими чорними краями і кінчиками, від згина крила до його центра ідуть широкі темні смуги. Дзьоб чорний, короткий, гачкуватий, лапи рожеві з темними плямами.

## Поширення і екологія
Бонінські тайфунники утворюють гніздові колонії на Підвітряних островах у північно-західній частині Гавайського архіпелагу, зокрема на атолах Френч-Фрігейт-Шолс і Лайсан, на острові Лисянського, на атолах Перл і Гермес, Мідвей і Куре, а також на островах Кадзан і Оґасавара (також відмих як Бонін) на півдні Японії. Під час негніздового періоду вони зустрічаються на північному заході Тихого океану, біля берегів Хонсю і Хоккайдо, трапляються також у берегів Сахаліну і Курильських островів.
Бонінські тайфунники ведуть пелагічний спосіб життя, рідко наближуються до суходолу, за винятком гніздування. На відміну від більшості інших тайфунників, вони, разом зі спорідненими чатамськими тайфунниками, живляться переважно рибою, зокрема з родин міктофових і сокиркових, а також кальмарами з родини Ommastrephidae. Птахи шукають їжу переважно вночі і, вважається, що вони можуть виявляти здобич за люмінісценцією. Гніздування у бонінських окулярників починається в грудні. Птахи гніздяться в норах довжиною 1-3 м, яких риють в піску або в твердому кораловому субстраті, на висоті до 918 м над рівнем моря, зазвичай серед рослинності. В кладці 1 яйце, інкубаційний період триває 50 днів. Пташенята покидають гніздо через 80 днів після илуплення.

## Збереження
МСОП класифікує цей вид як такий, що не потребує особливих заходів зі збереження. За оцінками дослідників, станом на 2004 рік загальна популяція бонінських тайфунників становила приблизно 1 мільйонів птахів. Їм загрожує хижацтво з боку інтродукованих хижаків, зокрема малих і чорних пацюків. 